# Список голів Ради Республіки Національних зборів Республіки Білорусь
| № | Голова Ради Республіки | Роки повноваження               | Заступник |
| - | ---------------------- | ------------------------------- | --- |
| 1 | Павло Шипук            | 13 січня 1997 — 19 грудня 2000  | - Тамара Дудко (13 січня 1997 - 2 січня 1999) - Михайло Матусевич (2 квітня 1999 - 19 грудня 2000)                                                               |
| 2 | Олександр Войтович     | 19 грудня 2000 — 28 липня 2003  | Михайло Авласевич |
| 3 | Геннадій Новицький     | 28 липня 2003 — 31 жовтня 2008  | Олександр Абрамович |
| 4 | Борис Батура           | 31 жовтня 2008 — 24 травня 2010 | - Анатолій Рубінов (31 жовтня 2008 - 24 травня 2010) - Леонід Крупець (24 травня 2010 - 17 червень 2011) - Володимир Потупчик (17 червня 2011 - 19 жовтень 2012) |
| 5 | Анатолій Рубінов       | 24 травня 2010 — 16 травня 2015 | Анатолій Русецький |
| 6 | Михайло М'ясникович    | 16 травня 2015 — 19 грудня 2019 | Маріанна Акіндинівна Щоткіна |
| 7 | Наталя Кочанова        | 6 грудня 2019 — 2023            | Анатолій Михайлович Ісаченко |